# Пјандиконтро I (Фермо)
Пјандиконтро I (итал. Piandicontro I) насеље је у Италији у округу Фермо, региону Марке.
Према процени из 2011. у насељу је живело 213 становника. Насеље се налази на надморској висини од 462 м.